# Synthèse hydrothermale
Ne doit pas être confondu avec Conversion hydrothermale.

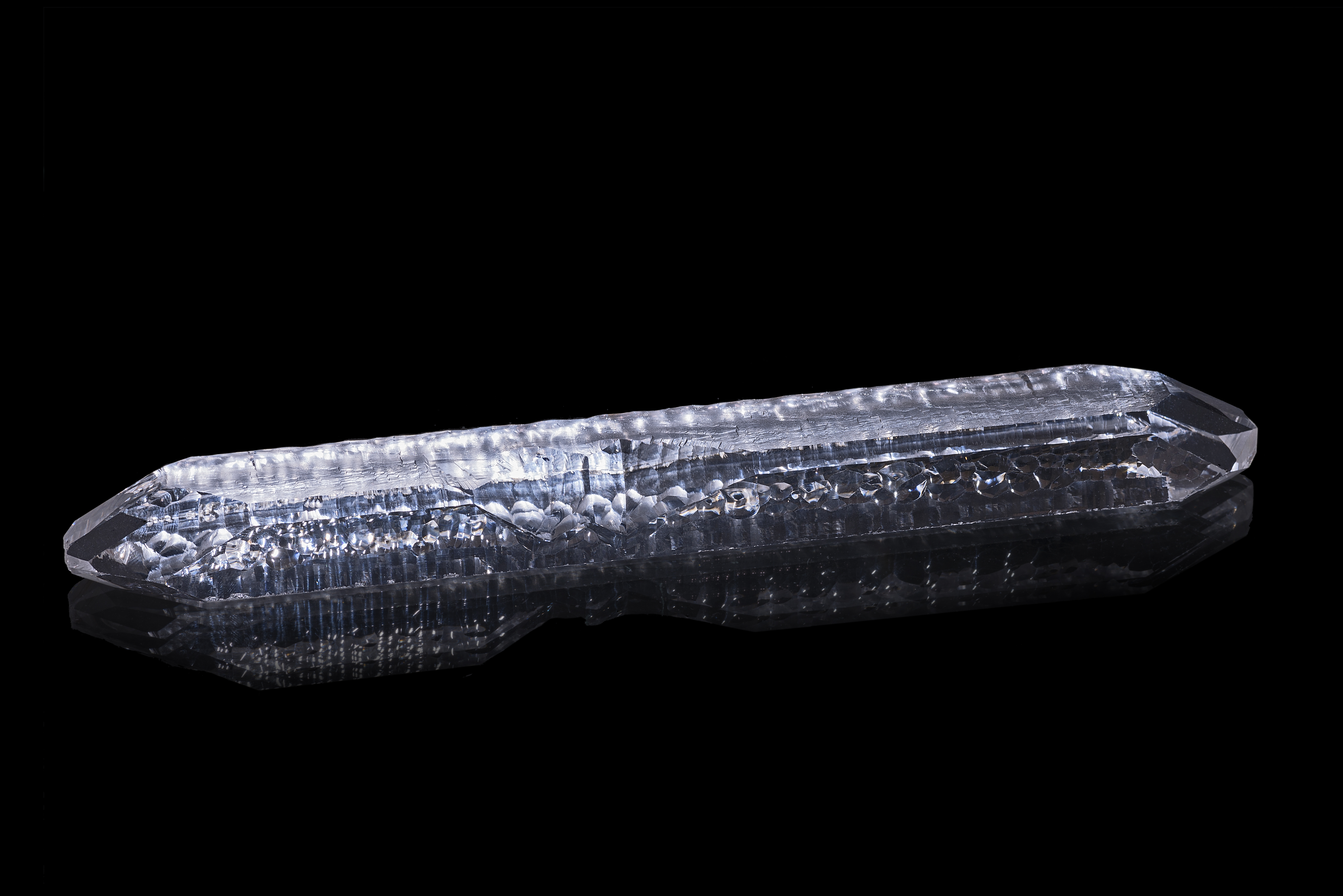
Un cristal de quartz synthétique obtenu par la méthode hydrothermale.

La synthèse hydrothermale est un procédé faisant appel à des techniques de cristallisation de substances à partir de solutions aqueuses à haute température et à haute pression de vapeur ; également appelée « méthode hydrothermale ». Le terme « hydrothermal » est d’origine géologique. Les géochimistes et minéralogistes étudient les équilibres de phases hydrothermales depuis le début du XXe siècle. George W. Morey, à la Carnegie Institution, et plus tard, Percy W. Bridgman, à l’Université Harvard, ont effectué une grande partie du travail pour jeter les bases nécessaires au confinement des milieux réactifs dans la plage de température et de pression où la plupart des travaux hydrothermaux sont effectués.
La synthèse hydrothermale peut être définie comme une méthode de synthèse de monocristaux qui dépend de la solubilité des minéraux dans l’eau chaude sous haute pression. La croissance cristalline est effectuée dans un appareil composé d’un récipient sous pression en acier appelé autoclave, dans lequel un nutriment est fourni avec de l’eau. Un gradient de température est maintenu entre les extrémités opposées de la chambre de croissance. À l’extrémité la plus chaude, le soluté nutritif se dissout, tandis qu’à l’extrémité la plus froide, il se dépose sur un cristal "graine", faisant croître le cristal souhaité.
Les avantages de la méthode hydrothermale par rapport aux autres types de croissance cristalline comprennent la capacité de créer des phases cristallines qui ne sont pas stables au point de fusion. De plus, les matériaux qui ont une pression de vapeur élevée près de leur point de fusion peuvent être cultivés par la méthode hydrothermale. La méthode est également particulièrement adaptée à la croissance de gros cristaux de bonne qualité tout en gardant le contrôle de leur composition. Les inconvénients de la méthode comprennent la nécessité d’autoclaves coûteux et l’impossibilité d’observer le cristal pendant qu’il grandit si un tube d’acier est utilisé. Il existe des autoclaves en verre à parois épaisses, qui peuvent être utilisés jusqu’à 300 °C et 10 bars.

## Histoire

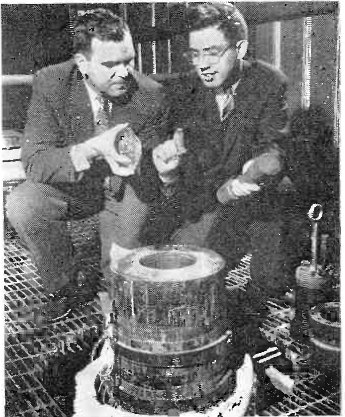
Cristaux de quartz synthétiques produits dans un autoclave à l’usine pilote de quartz hydrothermal de Western Electric (1959).

Le premier rapport sur la croissance hydrothermale de cristaux a été fait par le géologue allemand Karl Emil von Schafhäutl (1803-1890) en 1845 : il a fabriqué des cristaux de quartz microscopiques dans une cocotte-minute. En 1848, Robert Bunsen a signalé la croissance de cristaux de carbonate de baryum et de strontium à 200 °C et à des pressions de 15 atmosphères, en utilisant des tubes de verre scellés et du chlorure d'ammonium aqueux (« Salmiak ») comme solvant. En 1849 et 1851, le cristallographe français Henri Hureau de Sénarmont (1808-1862) produit des cristaux de divers minéraux par synthèse hydrothermale,. Plus tard (1905), Giorgio Spezia (1842-1911) publia des rapports sur la croissance des cristaux macroscopiques. Il a utilisé des solutions de silicate de sodium, des cristaux naturels comme graines et approvisionnement, et un récipient doublé d’argent. En chauffant l’extrémité d’alimentation de son récipient à 320-350 °C et l’autre extrémité à 165-180 °C, il a obtenu environ 15 mm de nouvelle croissance sur une période de 200 jours. Contrairement à la pratique moderne, la partie la plus chaude du récipient se trouvait au sommet. Une pénurie dans l’industrie électronique de cristaux de quartz naturels du Brésil pendant la Seconde Guerre mondiale a conduit au développement d’après-guerre d’un procédé hydrothermal à l’échelle commerciale pour la croissance de quartz, par A. C. Walker et Ernie Buehler en 1950 aux Laboratoires Bell. D’autres contributions notables ont été faites par Nacken (1946), Hale (1948), Brown (1951) et Kohman (1955).

## Utilisation
Un grand nombre de composés appartenant à pratiquement toutes les classes ont été synthétisés dans des conditions hydrothermales : éléments simples, oxydes simples et complexes, tungstates, molybdates, carbonates, silicates, germanates, etc. La synthèse hydrothermale est couramment utilisée pour fabriquer du quartz synthétique, des pierres précieuses et d’autres monocristaux ayant une valeur commerciale. Certains des cristaux qui ont été fabriqués efficacement sont des émeraudes, des rubis, du quartz, de l’alexandrite et autres. La méthode s’est avérée extrêmement efficace à la fois dans la recherche de nouveaux composés ayant des propriétés physiques spécifiques et dans l’étude physicochimique systématique de systèmes complexes à plusieurs composants à des températures et des pressions élevées.